# Phyllosticta
Філлостікта (Phyllosticta) — рід патогенних грибів родини Botryosphaeriaceae. Назва вперше опублікована 1818 року.

## Опис
Серед цього виду зустрічаються збудники хвороб культурних рослин, таких як філлостіктоз (гриб Phyllosticta zeina Panasenko).
Вони, як правило, інфікують листя і викликають плями листя з темно-коричневим до фіолетовим кольором. Однак Phyllosticta також може заражати плоди та стебла.

## Галерея

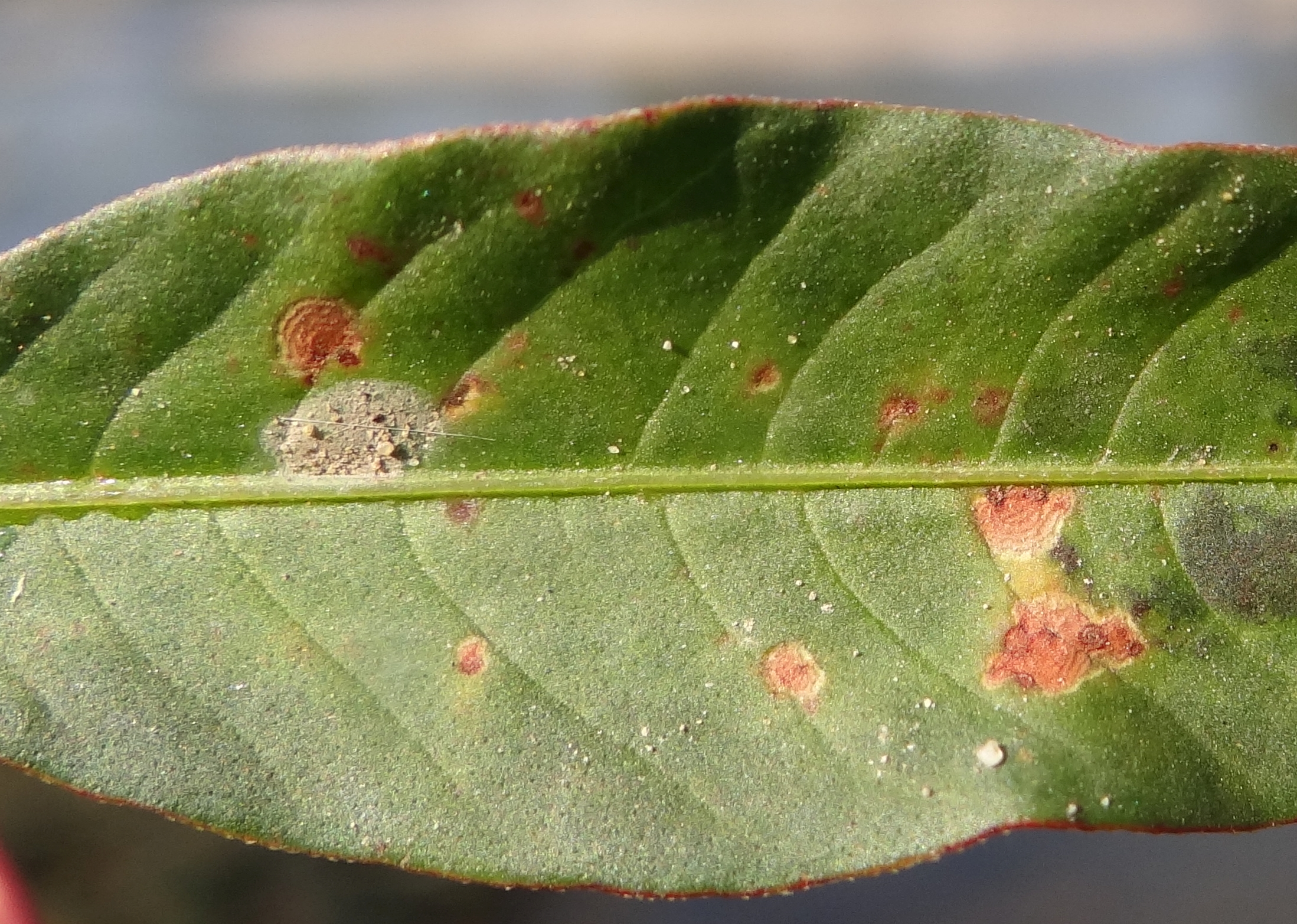
Phyllosticta polygonorum
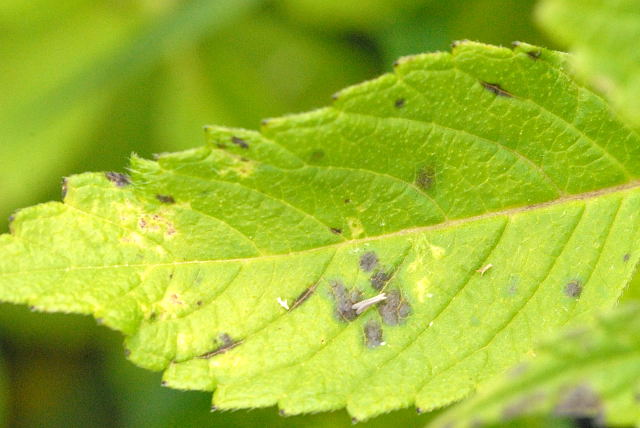
Phyllosticta galeopsidis
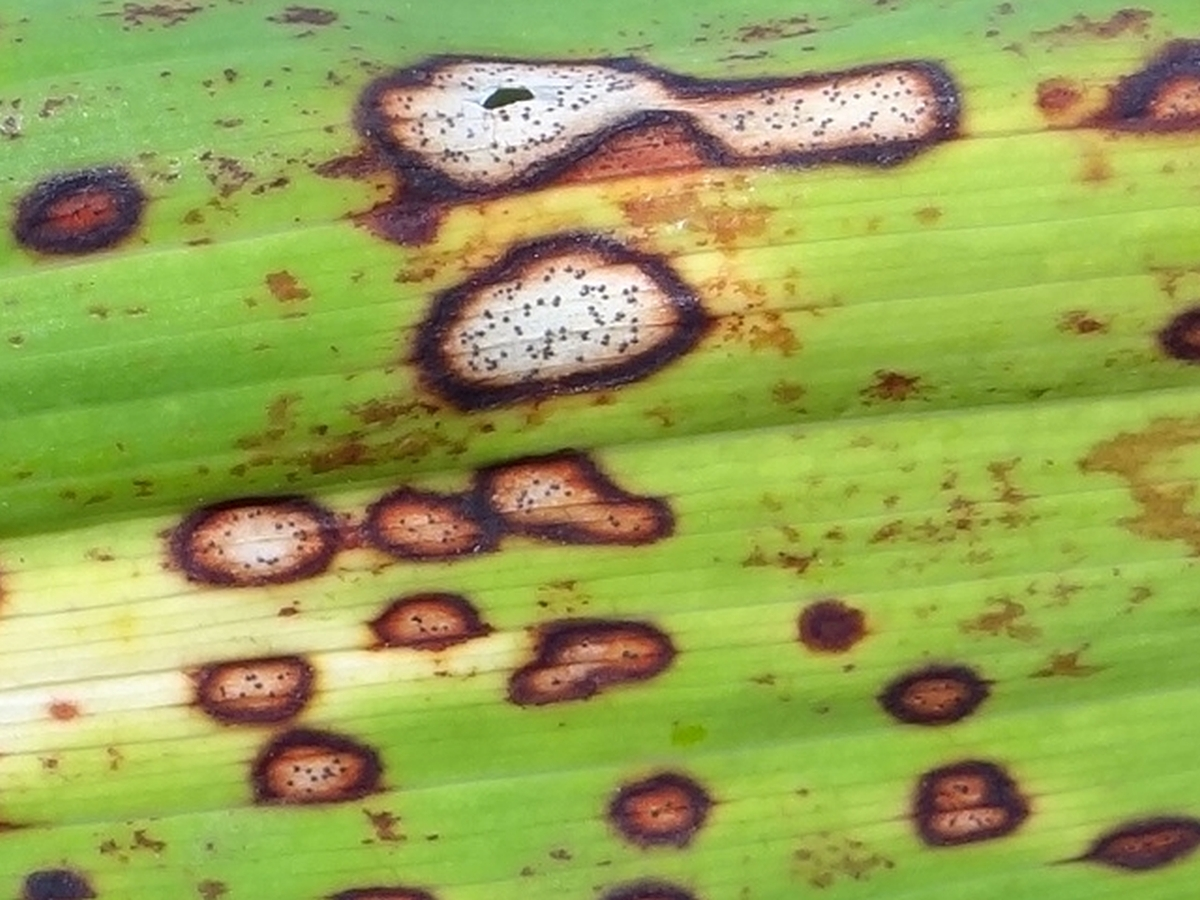
Phyllosticta cruenta